# Cloud Nine (album của Kygo)
Cloud Nine là album phòng thu đầu tay của DJ và nhà sản xuất thu âm người Na Uy Kygo với sự hợp tác của các nghệ sĩ như Maty Noyes, Conrad Sewell, Parson James, Tom Odell, Foxes, Matt Corby, RHODES, Will Heard, Julia Michaels, James Vincent McMorrow, Kodaline, Labrinth, John Legend và Angus & Julia Stone. Nó được phát hành vào ngày 13 tháng 5 năm 2016 bởi Sony Music và Ultra Music.

## Các đĩa đơn
Đĩa đơn đầu tiên của album, "Firestone", với sự hợp tác từ ca sĩ người Úc Conrad Sewell, được phát hành ngày 1 tháng 12 năm 2014. Đĩa đơn đầu tiên này đã đem lại thành công lớn trên toàn cầu, lọt vào bảng xếp hạng của 14 quốc gia và đạt cao nhất tới vị trí thứ nhất trên bảng xếp hạng Norwegian Singles Chart. "Firestone" đặc biệt đã làm góp phần phổ biến rộng rãi thể loại nhạc tropical house trong năm 2014. Vào cuối năm 2015, đĩa đơn này được xác nhận sẽ là đĩa đơn đầu tiên từ album.
Đĩa đơn thứ hai, "Stole the Show", hợp tác với Parson James, được phát hành vào ngày 23 tháng 3 năm 2015. Nó đạt cao nhất tới vị trí thứ nhất trên các bảng xếp hạng của Na Uy, Pháp, và Thụy Điển và đạt tới top 10 tại hơn 20 quốc gia.
"Nothing Left", hợp tác với Will Heard, là đĩa đơn thứ ba được phát hành vào ngày 31 tháng 7 năm 2015. Đĩa đơn này đã được xếp hạng trên một số bảng xếp hạng quốc tế và đạt cao nhất vị trí thứ nhất trên bảng xếp hạng Norwegian Singles Chart.
"Stay", hợp tác cùng với Maty Noyes, là đĩa đơn thứ tư được phát hành ngày 4 tháng 12 năm 2015. Nó đã đạt cao nhất tới vị trí thứ hai trên bảng xếp hạng Norwegian Singles Chart.
"Raging", hợp tác với Kodaline, là đĩa đơn thứ năm từ album, cũng là đĩa đơn quảng bá thứ hai từ album, được phát hành ngày 1 tháng 4 năm 2016.
"Carry Me", hợp tác với Julia Michaels, là đĩa đơn thứ sáu, phát hành ngày 12 tháng 8 năm 2016.

### Đĩa đơn quảng bá
Sau khi thông báo trì hoãn phát hành album, Kygo thông báo rằng anh sẽ phát hành ba đĩa đơn quảng bá trước khi phát hành album. Đĩa đơn quảng bá đầu tiên, "Fragile", được phát hành ngày 18 tháng 3 năm 2016. Đây là sản phẩm cộng tác cùng với Labrinth.
Đĩa đơn quảng bá thứ ba, "I'm in Love", có sự hợp tác từ James Vincent McMorrow, được phát hành ngày 22 tháng 4 năm 2016. Video âm nhạc của bài hát được phát hành ngày 20 tháng 5 năm 2016 và là phần tiếp theo của video âm nhạc cho "Raging".

## Quảng bá
Cloud Nine được hỗ trợ quảng bá bởi chuyến lưu diễn quốc tế đầu tiên của Kygo. Chuyến lưu diễn diễn ra tại 22 thành phố khắp Bắc Mỹ và châu Âu, trong đó có Barclays tại Thành phố New York, Heineken Music Hall tại Amsterdam và Le Zenith tại Paris.

## Đánh giá
| Đánh giá chuyên môn     | Đánh giá chuyên môn |
| Điểm trung bình         | Điểm trung bình     |
| Nguồn                   | Đánh giá            |
| ----------------------- | ------------------- |
| Metacritic              | 57/100              |
| Nguồn đánh giá          |                     |
| Nguồn                   | Đánh giá            |
| AllMusic                | [ 10 ]              |
| London Evening Standard | [ 11 ]              |
| New Musical Express     | 3/5                 |
| Rolling Stone           | [ 13 ]              |
| The Guardian            | [ 14 ]              |
| The Line of Best Fit    | 5/10                |
| Q                       | 6/10                |

Cloud Nine nhận được nhiều đánh giá trái chiều từ các nhà phê bình âm nhạc. David Smith từ London Evening Standard cho album hai trên năm sao, cho rằng "Cloud Nine bề ngoài thì rất đẹp nhưng lại có ít chất hiện thực."

## Danh sách bài hát
| Cloud Nine       | Cloud Nine                                              | Cloud Nine                                                             | Cloud Nine       | Cloud Nine |
| STT              | Nhan đề                                                 | Sáng tác                                                               | Sản xuất         | Thời lượng |
| ---------------- | ------------------------------------------------------- | ---------------------------------------------------------------------- | ---------------- | ---------- |
| 1.               | "Intro"                                                 | Kyrre Gørvell-Dahll                                                    | Kygo             | 2:08       |
| 2.               | "Stole the Show" (hợp tác với Parson James)             | Gørvell-Dahll Kyle Kelso Michael Harwood Marli Harwood Ashton Parson   | Kygo             | 3:42       |
| 3.               | "Fiction" (hợp tác với Tom Odell)                       | Gørvell-Dahll Odell Björn Yttling                                      | Kygo Mark Ralph  | 4:03       |
| 4.               | "Raging" (hợp tác với Kodaline)                         | Gørvell-Dahll Mark Williams Derek Fuhrmann James Bay                   | Kygo             | 3:44       |
| 5.               | "Firestone" (hợp tác với Conrad Sewell)                 | Gørvell-Dahll Sewell Martijn Konignenburg                              | Kygo             | 4:33       |
| 6.               | "Happy Birthday" (hợp tác với John Legend)              | Gørvell-Dahll Legend                                                   | Kygo             | 4:10       |
| 7.               | "I'm in Love" (hợp tác với James Vincent McMorrow)      | Gørvell-Dahll McMorrow                                                 | Kygo             | 3:32       |
| 8.               | "Oasis" (hợp tác với Foxes)                             | Gørvell-Dahll Louisa Rose Allen Kevin Rudolf Sia Furler Ivan Corraliza | Kygo             | 3:57       |
| 9.               | "Not Alone" (hợp tác với RHODES)                        | Gørvell-Dahll David Rhodes Natalie Salter                              | Kygo             | 3:25       |
| 10.              | "Serious" (hợp tác với Matt Corby)                      | Gørvell-Dahll Corby                                                    | Kygo             | 3:54       |
| 11.              | "Stay" (hợp tác với Maty Noyes)                         | Gørvell-Dahll Noyes William Wiik Larsen                                | Kygo             | 3:59       |
| 12.              | "Nothing Left" (hợp tác với Will Heard)                 | Gørvell-Dahll Heard                                                    | Kygo             | 3:56       |
| 13.              | "Fragile" (với Labrinth)                                | Gørvell-Dahll Jimmy Messer Timothy McKenzie                            | Kygo Labrinth    | 3:50       |
| 14.              | "Carry Me" (hợp tác với Julia Michaels)                 | Gørvell-Dahll Michaels Justin Tranter                                  | Kygo             | 3:53       |
| 15.              | "For What It's Worth" (hợp tác với Angus & Julia Stone) | Gørvell-Dahll A. Stone J. Stone                                        | Kygo             | 3:03       |
| Tổng thời lượng: | Tổng thời lượng:                                        | Tổng thời lượng:                                                       | Tổng thời lượng: | 55:49      |

## Xếp hạng và chứng nhận
| Bảng xếp hạng (2016)                          | Vị trí xếp hạng cao nhất |
| --------------------------------------------- | ------------------------ |
| Album Úc (ARIA)                               | 13                       |
| Album Áo (Ö3 Austria)                         | 16                       |
| Album Bỉ (Ultratop Vlaanderen)                | 9                        |
| Album Bỉ (Ultratop Wallonie)                  | 22                       |
| Album Canada (Billboard)                      | 3                        |
| Album Cộng hòa Séc (ČNS IFPI)                 | 1                        |
| Album Đan Mạch (Hitlisten)                    | 9                        |
| Album Hà Lan (Album Top 100)                  | 4                        |
| Album Phần Lan (Suomen virallinen lista)      | 5                        |
| Album Pháp (SNEP)                             | 10                       |
| Đức (Offizielle Top 100)                      | 6                        |
| Album Hungaria (MAHASZ)                       | 31                       |
| Album Ireland (IRMA)                          | 7                        |
| Album Ý (FIMI)                                | 13                       |
| Album Nhật Bản (Oricon)                       | 32                       |
| Japan Hot Albums (Billboard Japan)            | 25                       |
| Album Hàn Quốc Quốc tế (Circle)               | 23                       |
| Album New Zealand (RMNZ)                      | 14                       |
| Album Na Uy (VG-lista)                        | 1                        |
| Album Ba Lan (ZPAV)                           | 34                       |
| Album Bồ Đào Nha (AFP)                        | 17                       |
| Russian Albums (2M)                           | 6                        |
| Album Scotland (OCC)                          | 2                        |
| Album Tây Ban Nha (PROMUSICAE)                | 22                       |
| Album Thụy Điển (Sverigetopplistan)           | 2                        |
| Album Thụy Sĩ (Schweizer Hitparade)           | 1                        |
| Taiwanese Albums (Five Music)                 | 7                        |
| Album Anh Quốc (OCC)                          | 3                        |
| Album Anh Quốc Dance (OCC)                    | 1                        |
| Album Hoa Kỳ Billboard 200                    | 11                       |
| Album Hoa Kỳ Top Dance/Electronic (Billboard) | 1                        |
| Album Hoa Kỳ Digital (Billboard)              | 6                        |

| Quốc gia                                                                           | Chứng nhận | Số đơn vị/doanh số chứng nhận |
| ---------------------------------------------------------------------------------- | ---------- | ----------------------------- |
| Ba Lan (ZPAV)                                                                      | Bạch kim   | 20.000‡                       |
| Thụy Điển (GLF)                                                                    | Bạch kim   | 40.000‡                       |
| * Chứng nhận dựa theo doanh số tiêu thụ. ^ Chứng nhận dựa theo doanh số nhập hàng. |            |                               |

## Lịch sử phát hành
| Vùng     | Ngày                | Định dạng          | Nhãn đĩa   |
| -------- | ------------------- | ------------------ | ---------- |
| Toàn cầu | 13 tháng 5 năm 2016 | CD tải kỹ thuật số | Sony Ultra |
| Nhật Bản | 29 tháng 6 năm 2016 | CD tải kỹ thuật số | Sony Ultra |